# Иван Аргунов
Иван Петрович Аргунов (рус. Ива́н Петро́вич Аргуно́в; Санкт Петербург, 1729. — Москва 1802) био је руски сликар, истакнути портретист свог времена и зачетник реалистичког портрета.

## Биографија
Рођен у породици кметова грофа А. М. Черкаског, а касније прелази код грофа Петра Борисович Шереметјева као „мираз“ његове супруге Варвара. Одрастао у породици ујака, С. М. Аргунова.
Од 1746. до 1949, учио је портретно сликарство код немачког сликара Георга Христофера Грота, који је у то време радио код руске императорке Јелисавете I Петровне. Његови први радови биле су иконе за цркву Јекатерининог дворца у Царском Селу (1753) и за Нови Јерусалимски манастир (1749). Поред Грота, Иван Аргунов је такође учио и од својих рођака Фјодора Леонтиевича Аргунова и Фјодора Семјеновича Аргунова, сликара који су радили у Санкт-Петербургу на украшавању царске резиденције.
И сам је постао професор уметности, а међу његовим ученицима били су Антон Лосенко, Фјодор Рокотов, Кирил Головачевски и Иван Саблуков - сва четири будући професори Царске академије уметности.
Аргунов је имао три сина. Николај и Јаков су такође били сликари, а Павле је постао архитекта.

## Галерија
- Портрет принцезе Јекатерине Александровне Лобанове-Ростовске (1754)
- Портрет K.A. Хрипунова (1757)
- Портрет П. Б. Шереметјева (уметников власник), 1760
- Портрет контесе Варваре Шереметјев, кћерке уметниковг власника (
- Портрет Велике књегиње Јекатерине Алексејевне (1762)
- Портрет Ањушке младе Камилке (1767)
- Портрет контесе Варваре Шереметјев, кћерке уметниковг власника (1768)
- Потрет непознате девојке (1784)